# 先农

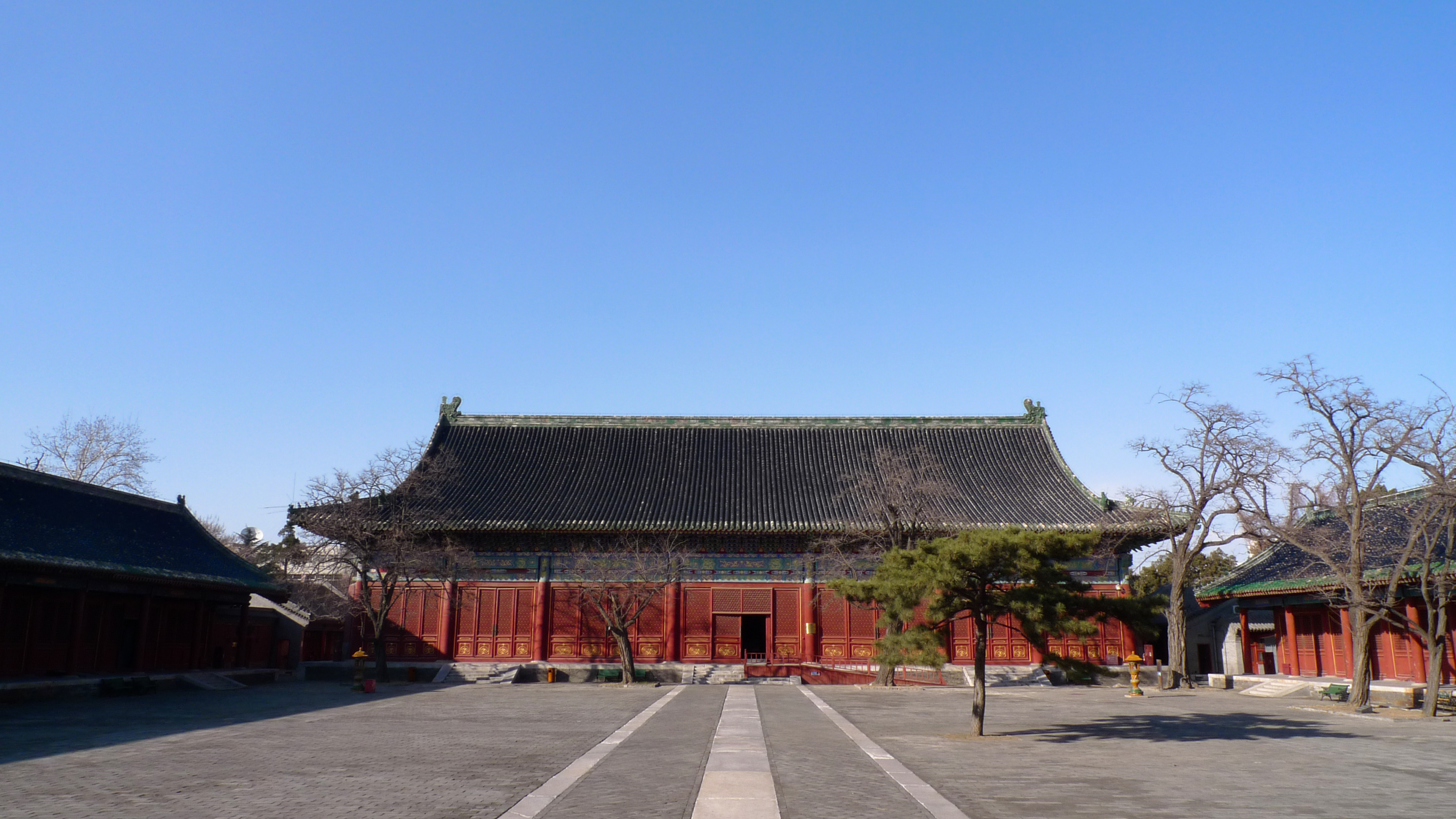
北京先农坛。

先農，又稱先嗇，中國古代農業神祗。最先起源於秦人祭祀的農業神，為春秋戰國時期秦國官方祭典之一。在漢朝時被沿襲下來，成為漢朝王室八腊祭典之一，後逐渐与神农、炎帝等并为一谈。
先农信仰即是以先农为对象的信仰、崇拜和祭祀行为的总和。先农祭祀与后稷祭祀、灵星祭祀同为中国传统的农神祭祀。

## 产生与流变
中国上古时代，农业神信仰复杂，各部族各有其神，夏的农业神是“柱”，殷商的农业神是“田”（田祖），周的农业神是“后稷”。
在秦国不断东扩的过程中，农业也伴随发展，因此秦人试图创立本族的农业神，于是吸收了周人的农神祭祀系统，创造出了新神“先农”。“先农”并不是历史上的具体人物，而是秦人心中抽象意义上的农业创始者。
随着秦国统一六国，先农也被推广到了全天下，成为全国的、官方的农业神。先农的创造过程中涵盖了之前的所有农神，大一统之后的人们也不再需要明确各种农神的来历和区别，因此，先农逐渐与神农、炎帝、先啬、田祖等混同。

## 国家祭祀
先农在东汉时存在于郊祀中。《續漢書·祭祀志》记载：“初制郊兆於雒陽城南七裏……背外營神，二十八宿外官星，雷公、先農、風伯、雨師、四海、四瀆、名山、大川之屬也。”
在郊祀外，亦存在独立的先农祭祀。卫宏《漢舊儀》记载：“先農，即神農炎帝也。祠以太牢，百官皆從。皇帝親執耒耜而耕。”祀先农与帝王“始耕”的藉田礼相结合。汉顺帝长期不行藉田礼，黄琼就上疏：“迎春東郊，既不躬親，先農之禮，所宜自勉。”先农之礼与藉田被看成同一件事。

## 地方祭祀
《續漢書·祭祀志》记载：“縣邑常以乙未日祠先農於乙地……用羊豕。”湖南龙山县里耶镇出土的里耶秦简中记载的地方先农祭祀，其日期与祭品均符合此规定，而且记载了以“出售”的方式处理祭品。
清朝雍正帝曾向全国地方官员下令：“各择洁净之地，照九卿所耕田数，设立先农坛。于雍正五年为始，每岁仲春刻日，率所属恭祭先农之神，照九卿例、行九推之礼。”
今台湾宜蘭縣五穀廟前身即为收入清朝版图后地方设立的先农坛。

## 民间祭祀
秦汉民间的先农祭祀，研究材料极少。湖北沙市出土的周家台秦简记载了对先农的民间祭祀，带有诅咒他人的巫术性质。
与官方祭祀不同，后代民间祭祀很少使用“先农”的称呼，而与神农等混同。台湾宜蘭五穀廟和新北市先啬宫等今仍祭祀神农大帝。

## 延伸阅读
[在维基数据编辑]
 《欽定古今圖書集成·經濟彙編·禮儀典·藉田部》，出自陈梦雷《古今圖書集成》